# Silvio Spotti
Silvio Spotti (São Paulo, 11 de agosto de 1969) é um arte-finalista brasileiro. Formado em Artes pelo Centro Universitário das Faculdades Metropolitanas Unidas, começou sua carreira em 1992 no mercado brasileiro, mas passou a trabalhar nos mercados europeu e norte-americano a partir de 2003.
No Brasil, Spotti inicialmente fez ilustrações para editoras de pequeno porte e, depois, passou a fazer a arte final do quadrinista Arthur Garcia em quadrinhos no estilo mangá. Seu primeiro trabalho com alguma repercussão foi a versão da Editora Escala para  os quadrinhos da série Street Fighter em 1995 e 1996.
Spotti também participou da HQ Mangá Tropical, coletânea de HQs publicada pela Via Lettera em 2003 com HQs de autores brasileiros em estilo mangá. Spotti fez a arte final da história "Um certo Cézar Bravo Lubisome", que teve roteiro e desenhos de Arthur Garcia. A HQ faz referência ao mito do lobisomem brasileiro.
Nos Estados Unidos, seu primeiro trabalho foi no Magic Eye Studio, de Fabrício Grellet, artefinalizando a minissérie Wynonna Earp: Home on the Strange, da IDW. Spotti também trabalhou em Stargate SG-1 (Avatar Press), Lady Death (Avatar Press), Teen Titans: Titans Around The World (DC Comics) e Cowboys & Aliens (HarperCollins), entre outros.
Spotti também fez a arte final de várias HQs da Disney, tais como Kim Possible, Phineas & Ferb, Toy Story, The Incredibles e outras também derivadas de personagens da TV e do cinema. Foi ainda o desenhista do romance gráfico Cars: Radiator Springs, escrito por Alan J. Porter para a editora Boom! Studios, baseado na franquia Carros.
Em 2003, Silvio Spotti ganhou o Prêmio Angelo Agostini de melhor arte-finalista, ao lado de Emir Ribeiro, Erica Awano, Marcelo Borba e Omar Viñole.